# 戸沢正保
- 戸沢正保
- 戸澤正保

戸沢 正保（とざわ まさやす、1873年（明治6年）6月9日 - 1955年（昭和30年）3月12日）は、イギリス文学者。東京外国語学校校長。姑射の号でウィリアム・シェイクスピア作品の翻訳を行った。

## 経歴
茨城県に元水戸藩士・菊池庸の二男として生まれ、戸沢正之の養子となった。1899年（明治32年）に東京帝国大学文科大学英文科を卒業し、大学院に進学した。1902年（明治35年）に山口高等学校教授となり、1907年（明治40年）からは第五高等学校教授を務めた。イギリス留学を経て、再び山口高等学校教授となり、1929年（昭和4年）に弘前高等学校校長に就任した。1932年（昭和7年）、東京外国語学校校長に転じ、1938年（昭和13年）に退官した。退官後、弘前高等学校から名誉教授の称号を受けた。

## 栄典
位階
- 1936年（昭和11年）3月2日 - 従三位[4]

勲章
- 1935年（昭和10年）2月8日  - 勲二等瑞宝章[5]

## 親族
- 菊池幽芳 - 兄[3]。小説家、大阪毎日新聞社取締役。

## 著作
- 『茨城近代文学選集 I 明治の文学』 堀江信男編、常陽新聞社、1977年10月

著書
- 『しのぶの露』 桃華堂、1896年2月
- 『白露集』 久保天随、浅野和三郎共著、新声社、1899年9月
- 『英詩評釈』 人文社、1903年9月

訳書
- 『小説 愛と心』 勉強堂書店、1901年11月
  - 谷口勇訳 『アモルとプシュケ』 而立書房〈アモルとプシュケ叢書〉、1992年12月、ISBN 4880591661
- 『沙翁全集』10冊、浅野和三郎共訳、大日本図書、1905年9月-1909年11月
  - 川戸道昭、榊原貴教編 『シェイクスピア翻訳文学書全集』20-23・25・28-29・32-33・36、大空社、1999年10月-2000年6月
- 『小泉八雲全集』17冊、落合貞三郎ほか共訳、第一書房、1926年7月-1928年1月

## 関連文献
- 海江田進 「沙翁全集の試み : 戸沢正保・浅野和三郎の業績」（『東京外国語大学論集』第19号、1969年3月、NAID 110001076409 ／ 第20号、1970年3月、NAID 110001076409）
- 佐藤良雄 「戸沢姑射と高山樗牛」（『武蔵野英米文学』Vol. 3、1971年2月、NAID 40003623690）